# Les trois sources et les trois parties constitutives du marxisme
Les trois sources et les trois parties constitutives du marxisme (en russe Три источника и три составных части марксизма) est un article écrit par Vladimir Lénine et publié en 1913. L’article est consacré au trentième anniversaire de la mort de Karl Marx.

## Contenu
Dans Les trois sources et les trois parties constitutives du marxisme, Lénine s’oppose à ceux qui traitent le marxisme comme une sorte de « secte pernicieuse ». En rejetant ces reproches, Lénine souligne par tous les moyens possibles que le marxisme est apparu comme un résultat naturel de toute l’histoire précédente.
Lénine soutient que le marxisme, au contraire, est une théorie cohérente résultant du traitement, de la réinterprétation critique et du développement créatif du meilleur de la pensée humaine produite au XIXe siècle. Selon Lénine, les sources théoriques du marxisme sont la philosophie allemande classique, l'économie politique anglaise classique, le socialisme utopique français et le matérialisme français. Les prédécesseurs directs qui ont eu le plus d’impact sur les vues philosophiques de Marx et d’Engels sont Hegel et Feuerbach. Sous une forme modifiée, les idées dialectiques de Hegel sont devenues la source philosophique de la dialectique matérialiste. Dans leur critique des vues idéalistes de Hegel, Marx et Engels s'appuient sur l'ensemble de la tradition matérialiste, et surtout sur le matérialisme de Feuerbach. Le matérialisme dialectique est le résultat d'une transformation créatrice radicale des systèmes de Hegel et de Feuerbach sur la base d'une nouvelle interprétation de la réalité sociale et naturelle.
Les idées des économistes anglais Adam Smith (1723–1790) et David Ricardo (1772–1823), qui ont posé les bases de l’anatomie économique de la société bourgeoise et étayé la théorie de la valeur-travail, ont aidé Marx et Engels à développer la philosophie sociale du matérialisme historique.

## Influence
En URSS, l'article de Lénine qui propose un exposé concis de l'essence et de l'origine du marxisme est une lecture incontournable non seulement pour les étudiants des établissements d'enseignement supérieur, mais aussi pour les élèves de terminale[réf. nécessaire].
Dans son livre Revolutionary Strategy, le théoricien marxiste Mike Macnair désigne le chartisme comme la quatrième source du marxisme et relie son omission par Lénine à « la fois la perte générale de la compréhension démocratique-républicaine dans la Deuxième Internationale et la régression politique spécifique du mouvement ouvrier britannique après 1871 ».